# Die vierte Gewalt. Wie Mehrheitsmeinung gemacht wird, auch wenn sie keine ist
Bei Die vierte Gewalt. Wie Mehrheitsmeinung gemacht wird, auch wenn sie keine ist handelt es sich um ein im September 2022 veröffentlichtes Sachbuch von Richard David Precht und Harald Welzer. Darin gehen die Verfasser den Ursachen eines von ihnen beobachteten Vertrauensverlusts von Bürgerinnen und Bürgern in die deutschen Leitmedien nach. Sie beklagen das ihrer Meinung nach einheitliche Meinungsbild bei diesen Presseorganen, wie es sich etwa hinsichtlich der Migrationskrise, bei der Corona-Pandemie und im Ukraine-Krieg gezeigt habe, als Fehlentwicklung im Hinblick auf die Funktion der medialen Öffentlichkeit im politischen Diskurs und als demokratiegefährdende Entwicklung (S. 8–12). Eine Studie der Otto-Brenner-Stiftung, die von den Autoren als empirische Untermauerung ihrer Thesen angekündigt wurde, erschien im Dezember 2022, stützte sie jedoch nur teilweise.

## Inhalt
In den der Einleitung folgenden 11 Kapiteln setzen sich Precht und Welzer kritisch mit der Rolle der Medien bei Forderungen für Waffenlieferungen an die Ukraine auseinander (Der Brief, S. 19–38), skizzieren die Bedeutung der Öffentlichkeit im politischen System (Ungleiche Meinungen über das Gleiche, S. 39–66), ermitteln eine Repräsentationslücke im öffentlichen Meinungsspektrum (Eine Frage des Systemvertrauens, S. 67–93), reflektieren Wahrnehmungs- und thematische Lücken bei den Leitmedien (The Unmarked Space, S. 94–113), wenden sich gegen personenzentrierten politischen Journalismus (Gala-Publizistik, S. 114–135), sehen wechselseitiges Übereinstimmungsbedürfnis bei wichtigen Presseorganen (Auf den Cursor kommt es an, S. 136–156), geben sozialpsychologische Gründe für eine Breitenwirkung des „Cursor-Journalismus“ an (Kapieren kommt von Kopieren, S. 157–177), betrachten Auswirkungen der neuen sozialen Medien auf den herkömmlichen Journalismus (Die große Ansteckung, S. 178–198), beklagen Qualitätsverluste bei den Traditionsmedien unter dem Einfluss der Direktmedien (Verzweiseitigung, S. 199–217), vermissen Hintergrundberichterstattung und Darstellungskontext (Erregungsökonomie, S. 218–248) und machen Erneuerungsvorschläge für Orientierung bietende Leitmedien (Vertrauen herstellen, S. 249–268).

### Mediale Abgehobenheit und Uniformität
Die in den Leitmedien von Precht und Welzer beobachtete nahezu uniforme Befürwortung der Lieferung schwerer Waffen an die Ukraine kontrastieren die Autoren mit Umfrageergebnissen vom April 2022, wonach die Meinungen in der Bevölkerung sich etwa hälftig für und gegen die Lieferung von Offensivwaffen und schwerem Gerät aussprachen (S. 21). Die Nichtbeachtung dieser gespaltenen Stimmungslage, die weder im Parlament noch in Parteien oder Medien angemessen repräsentiert gewesen sei, bestärkt die Autoren in der Lesart eines speziell von den Leitmedien mitverursachten defizitären öffentlichen Diskurses. Sie zitieren eine Umfrage bereits vom Juni 2021, in der 44 Prozent der Befragten die Ansicht vertraten, dass man seine Meinung nicht frei äußern könne, gegenüber 26 Prozent zehn Jahre zuvor. Weitere Umfragen aus dem Jahr 2022 deuteten auf ein stark rückläufiges Vertrauen in die Medien hin, ein für die Verfasser „hochdramatischer Befund im Hinblick auf das Demokratievertrauen in unserem Land.“ (S. 7 f.)
Sowohl bei der Corona-Pandemie als auch beim Ukraine-Krieg hat man es laut Precht und Welzer mit „so viel Unbekanntem, schwer Überschaubarem und kaum Einschätzbarem“ zu tun, dass es geboten wäre, sich mit einem Urteil zurückzuhalten. Die meisten Politikjournalisten seien sich ihrer Sache hingegen stets sicher gewesen, weil sie wussten, wo in der Zunft der Zeiger bzw. der Cursor stand, getreu einem neuen publizistischen Imperativ: „Schreibe stets so, dass deine Meinung die Meinung der anderen Journalisten sein könnte.“ (S. 153) Von der Redaktionslinie einer Tageszeitung abzuweichen sei schon möglich – „zehn Prozent nach links, zehn Prozent nach rechts“, heißt es mit Berufung auf den Soziologen Klaus Dörre, ein Mehr an oppositionellem Geist schade dem eigenen Renommee. (S. 197)
Um eine geringe Urteilsbreite führender Medien in wichtigen politischen Themenfeldern zu erklären, verweisen Precht und Welzer auf sozialpsychologische Studien von Irving Janis, der beispielsweise die Invasion in der Schweinebucht, die beinahe einen dritten Weltkrieg heraufbeschworen habe, auf das verengte Gruppendenken innerhalb der US-Regierung zurückführte. Präsident John F. Kennedy habe danach stets darauf geachtet, „Sachfremde“ an wichtigen Entscheidungsprozessen zu beteiligen. (S. 22 f.)
Wo politischer Journalismus mit Journalismus über Politiker verwechselt werde, entleere sich das Politische im Sinne des Aushandelns der Zukunft des Gemeinwesens. Der Klimawandel samt seinen „brutalen ökologischen und sozialen Folgen“ komme zwar unter vielen anderen Themen selbstverständlich vor, „Politikerpolitik“ nehme aber deutlich mehr Raum ein, speziell in Gestalt einer „Papparazzi-Haltung“, die ihre übelste Ausprägung im Kampagnenjournalismus gegen einzelne Akteure annehme. (S. 131) Habe „die Meute“ erstmal Witterung aufgenommen, ende die Kampagne erst, wenn die Opfer „amtlich zur Strecke gebracht“ seien, wie zum Beispiel bei Annette Schavan, Peer Steinbrück, Christian Wulf, bei dem Welzer „eigene Täterschaft“ eingesteht, oder Armin Laschet. „Woher weiß man, dass man bei Verunglimpfungen und medialen Treibjagden auf der richtigen Seite steht? Dadurch, dass man zum Schwarm gehört und nichts anderes tut als das, was die Kollegen auch tun.“ (S. 133 und 135)

### Defizitärer demokratischer Diskurs in gewandelter Öffentlichkeit
Maßstäbe für einen idealen öffentlichen Diskurs entnehmen Precht und Welzer dem Lebenswerk des Rechtsphilosophen René Marcic. Danach sei die „Vierte Gewalt“ der gesamte Kosmos der außerparlamentarischen Meinungsbildung und die Leitmedien darin eine Kraft unter vielen anderen. In diesem Spektrum werde „die in ihrer Struktur unartikulierte öffentliche Meinung“ zum Ausdruck und dort zur Sprache gebracht, „wo das Volk nicht beim Abstimmungsakt versammelt ist.“ Eine wirkliche demokratische Öffentlichkeit sei deliberativ strukturiert. Sie beratschlage, sei zivilgesellschaftlich organisiert und tausche ihre Argumente aus. (S. 55–57) Es stelle sich die Frage, ob die internetbasierten Direktmedien wie YouTube und Twitter dazu mitunter nicht mehr beitrügen als die herkömmlichen Leitmedien. Die „herrschaftliche Repräsentation der bürgerlichen Öffentlichkeit in Form konzertierter Deutungsmacht ihrer amtlichen Medien“ stehe ernstlich auf dem Spiel. (S. 60 f.)
Selektive Blindheit, die in den Begriffen der Verfasser einen Unmarked Space zur Folge habe – „einen Raum, den wir nicht sehen, wenn wir meinen, etwas genau zu sehen“ –, ist die notwendige Folge der Tatsache, dass Menschen nicht gleichzeitig alles beobachten können. Hinsichtlich des Anspruchs einer deliberativen Öffentlichkeit, die „plural, inklusiv und integrativ“ sein solle, komme es aber darauf an, was ans Licht komme und was im Dunkel verbleibe. Leitmedien sollten also die Realität so breit, umfassend und vielfältig wie nur möglich zeigen; nur was medial wahrgenommen werde, könne gesellschaftlich bedeutsam und öffentlich werden. (S. 94 f.) Die Realität muss jedoch in den Leitmedien, so Precht und Welzer, durch den engen Kanal der „halbautomatischen Verarbeitungsroutinen der industrialisierten Nachrichtenproduktion“; anschließend griffen die Produktionsroutinen der Medienredaktionen, dann die prägende und filternde journalistische Redaktion, die „das verbliebene Rinnsal steuert.“ Der deliberative Auftrag aber unterliege der Konkurrenz der vorrangigen Publikumsorientierung, wodurch die Nachfrage der angestrebten Zielgruppen zu einem ausschlaggebenden Kriterium der medialen Inhaltevermittlung werde. Was sich zur medialen „Sensationierung“ nicht eigne, bleibe als uninteressant außen vor, sodass der Unmarked Space auf erschreckende Weise zunehme. (S. 94–98)

### Ökonomischer Druck und medialer Reichweitenanspruch
Erst zerstört und dann verändert hat das Internet laut Precht und Welzer das traditionelle Geschäftsmodell der Printmedien. Dass einige Wochenzeitungen unterdessen wieder zu hohen Renditen gelangten, sei den Online-Erträgen geschuldet. Mit dem neuen Geschäftsmodell verbunden seien aber auch eine neue Konzentration von Medienmacht sowie – als Übernahme aus den Direktmedien – der Reichweiten- oder Erregungsjournalismus. (S. 194 f.)
Im Online-Journalismus wird der Leser nach einer von den Verfassern zitierten Schlussfolgerung Mathias Döpfners zum Vorgesetzten des Redakteurs. „Der User sagt dem Journalisten, was ihn interessiert. Die mitlaufende Erfassung der Klick-Raten wird zur Marktforschung in Echtzeit. Sofort weiß der Redakteur, welche Prioritäten sein Publikum setzt, wovon er mehr lesen will und wovon weniger. […] In der digitalen Welt hat sich das alte Hierarchie-Verhältnis umgekehrt. Der Leser ist der Chef, der Redakteur sein Angestellter.“ (S. 179) In der nach Precht und Welzer ärgsten Phase des Online-Journalismus um 2013 habe es nur auf Klicks basierte Geschäftsmodelle gegeben, auch weil durch Klicks die Anzeigenpreise höher angesetzt werden konnten. „Und die Publikationsgeschwindigkeit erhöhte sich, Unkorrigiertes, Halbgares, Flaches drängte sich zwischen relevante Beiträge.“ (S. 186 f.)
Als weiteren Faktor in der Erregungsspirale bezeichnen die Verfasser das Zitate-Ranking. Wie oft Medien von anderen Medien zitiert werden, gelte als höchst bedeutungsvoll im Medien-Ranking. „Die Aufmerksamkeitssucht unserer Zeit findet ihre Entsprechung im Journalismus in der Zitiersucht.“ (S. 188) Die Leichtfertigkeit, mit der Qualitätsverluste hingenommen und die „Sensationierung“ vorangetrieben werde, indem beliebige Meinungen und Verunglimpfungen ohne Recherche und Überprüfung zu Nachrichten würden, finden Precht und Welzer bestürzend. „Alles egal, wenn die Verlockung, Reichweite zu erzielen, so groß ist, die Quantität zur Qualität erklärt wird.“ Zudem erzeuge der Zwang, neben den Print- auch Online-Seiten füllen zu müssen, „eine enorme Flut an Texten mit überwältigender Redundanz.“ (S. 215 f.)

### Auftrag der „Vierten Gewalt“ im demokratischen System
Was Medienverantwortlichen qua Funktion im demokratischen System im Kern aufgegeben ist – obwohl die Vierte Gewalt keinen Verfassungsrang hat –, fassen Precht und Welzer so zusammen: Journalismus sei seinem Selbstverständnis nach kein Aktivismus. „Und dass sich ein Journalist mit keiner Sache gemein machen darf, auch nicht mit einer guten, gilt fast als Verfassungspräambel der Vierten Gewalt.“ (S. 37) Und doch zeige sich neuerdings vor allem im Hinblick auf Waffenlieferungen im Ukraine-Krieg in manchen Leitmedien die Bereitschaft – so Precht und Welzer mit Berufung auch auf die Medienwissenschaftlerin Marlis Prinzing –, Zweifel zu diskreditieren und sich zum Sprachrohr der ukrainischen Politik zu machen. (S. 34 f.)
Zählt man zu den Bedingungen einer funktionierenden Mediengesellschaft allgemein die Eigenschaften, deliberativ, inklusiv, integrierend, vermittelnd, bürgernah, pluralistisch und demokratiefördernd zu sein, so sollten die Leitmedien nach der Lesart des Journalisten David Randall, an die Precht und Welzer anknüpfen, sich der Kontrolle und dem Einfluss der Regierung entziehen, die Wähler im Sinne der Mündigkeit informieren, das Handeln und Unterlassen von Regierung und Volksvertretern überprüfen, ebenso den Umgang mit Arbeitnehmern und Kunden in der Wirtschaftswelt, und eine Qualitätskontrolle von Produkten vornehmen. Den gesellschaftlich Benachteiligten sollen die Medien Stimme und Öffentlichkeit verschaffen, Tugenden und Laster in der Gesellschaft widerspiegeln sowie Mythen entlarven. Es obliege ihnen, Gerechtigkeitslücken gegebenenfalls investigativ ans Licht zu bringen und den freien Austausch von Ideen mitzugestalten. Insgesamt handelt es sich für Precht und Welzer zwar um ein praktisch unerfüllbares, ideales Aufgabenprofil, das aber als Orientierung lohne: „Als Inschrift für Verlagshäuser und Journalistenschulen leistet es gewiss einen guten Dienst, weil es die Leitmedien daran gemahnt, welche Aufgabe ihnen in und für die Gewährleistung einer demokratischen Öffentlichkeit zukommt.“ (S. 58 f.)
Im Gegensatz zu den Direkt- bzw. Online-Medien darf es laut Precht und Welzer für Leitmedien nicht um den Zeitfaktor gehen, also etwa darum, die Schnellsten und Aufgeregtesten zu sein; vielmehr müssten sie über die Nachrichtenfunktion hinaus ihrer Informations- und Thematisierungsfunktion gerecht werden. Den Verfassern schwebt eine kommerziell und ideologisch unabhängige, gemeinnützig oder öffentlich-rechtlich organisierte mediale Infrastruktur vor, allein durch Gebühren finanziert und von gesellschaftlich relevanten Gruppen kontrolliert. Dabei dient ihnen die der Demokratie verpflichtete Gründungsidee für den öffentlich-rechtlichen Rundfunk als Vorbild, aktualisiert und erweitert um die neuen sozialen Medien und Direktmedien. (S. 264–266) „Gebraucht in der Gesellschaft der Gegenwart und der Zukunft wird ein nachhaltiger Aufklärungsjournalismus, der sich seiner eigenen Existenzvoraussetzungen bewusst und diesen verpflichtet ist.“ (S. 267 f.)

## Rezeption
Der bereits kurz nach seinem Erscheinen als Bestseller gehandelte Titel traf sogleich auf vielstimmige Kritik aus dem Medienbereich. Martin Benninghoff sah Precht und Welzer für die Frankfurter Rundschau im „Behauptungsmodus“. Schon nach der Verlagsankündigung – in der anders als dann im Buch von Medien-„Selbstgleichschaltung“ die Rede war – sei Twitter mit Blick auf die Prominenz beider Autoren „steil“ gegangen. Die Einschätzung, dass in der Waffendebatte zum Ukraine-Krieg eine „nahezu geschlossen einseitige Positionierung der Kommentare, Leitartikel und Kolumnen meinungsführender Publizisten“ geherrscht habe, weist Benninghoff für sein Blatt zurück. Aus seiner Sicht schreiben die beiden Bestseller-Autoren „wohl aus eigener Enttäuschung“, abzulesen aus solchen Sätzen: „Wer gerade nicht in der Mitte ist, ist moralisch fragwürdig und zum Abschuss frei gegeben.“ Trotz aller Kritik sei das Buch aber lesenswert, in Teilen schlüssig und ein „Denkanreger“, auch wenn vieles nicht neu sei, darunter „die unter wirtschaftlichen Zwängen schwieriger gewordenen Arbeitsbedingungen von Journalist:innen und die Auswüchse klickbasierter Online-Berichterstattung“ sowie eine übertriebene Personalisierung und Skandalisierung von Politik. Doch leide die Seriosität der Argumente sehr unter dem „populistischen Framing“, wie bereits im Auftaktsatz des Buches: „Deutschland, eines der freiesten Länder der Welt, hat ein Problem mit der gefühlten Meinungsfreiheit.“
Lucien Scherrer bescheinigt Precht und Welzer in der Neuen Zürcher Zeitung „ein seltsames Medien- und Demokratieverständnis“. Beider Grundthese sei, „dass die deutschsprachigen Leitmedien zunehmend von der (Un-)Kultur der sozialen Netzwerke infiziert werden, insbesondere von Twitter, wo vor allem Politiker und Journalisten aktiv sind. Sprich, die ‚vierte Gewalt‘ (klassische Medien) wird von der ‚fünften Gewalt‘ (soziale Medien) verdorben.“ Aus ihren Ausführungen zum Cursor-Journalismus schlössen die Autoren eine allgemeine Meinungsverengung und Ansätze einer demokratiegefährdenden Mediokratie. Scherrer findet einiges an der Klage Prechts und Welzers bedenkenswert, wenn auch nicht neu, bezweifelt aber, dass die Leitmedien so viel schlechter geworden seien, wie von ihnen behauptet, und fragt, „waren die Medien früher so viel gnädiger mit abweichenden Meinungen, während heute nur noch gebrüllt wird?“ Den Fall des Schriftstellers Günter Grass sieht Scherrer ganz anders als die mit dessen glimpflicher Behandlung argumentierenden Verfasser. Der sei schon seinerzeit derart heftig attackiert worden, dass er sich für „zutiefst verletzt“ erklärte und von einer „Gleichschaltung der Meinung“ sprach. In Sachen politischer Einmischung von Medien erkennt Scherrer ebenfalls keine Verschlimmerung, zumal gegenüber den früheren Zeiten der Parteipresse. „Vor allem wirkt es nicht sehr glaubwürdig, wenn man, wie Precht und Welzer, Appelle an den Bundeskanzler verurteilt, aber selber Appelle an den Bundeskanzler unterschreibt.“
In einem Gastbeitrag für Der Spiegel kritisierte der Medienwissenschaftler Bernhard Pörksen, die Autoren hätten mit diesem Buch die „populistische Medienkritik in die Mitte der Gesellschaft hinein katapultiert“. Die Behauptungen widersprächen sich, weil „die Leitmedien mal als Treiber, dann als Abhängige, schließlich als Getriebene“ erschienen. Anhand des Buches ließe sich zeigen: „Man kann die Gesetzmäßigkeiten des Mediensystems für eigene Zwecke kapern.“ Selbstverständlich sei eine „radikal aufklärerische, öffentlich unmittelbar interventionsbereite Medienforschung nötig“.

## Studie der Otto-Brenner-Stiftung
In einem Streitgespräch zu ihren Thesen mit dem Journalisten Robin Alexander, der Journalistin Melanie Amann und dem Gastgeber in der ZDF-Sendung Markus Lanz im September 2022 kündigten die Autoren für Dezember empirische Untersuchungen zur Ukraine-Berichterstattung an. Die Studie kam jedoch teilweise zu anderen Ergebnissen als die Autoren: Demnach hätten die Leitmedien weder durchgehend einheitlich noch regierungsfreundlich berichtet. Im Dezember 2022 erschienen erste Ergebnisse der Studie der Otto-Brenner-Stiftung zur Berichterstattung deutscher überregionaler Zeitungen und Fernseh-Nachrichten zum russischen Überfall auf die Ukraine in den ersten Monaten des Jahres 2022. In der Zusammenfassung der von Marcus Maurer, Pablo Jost (JGU Mainz) und Jörg Haßler (LMU München) verfassten Studie heißt es unter anderem: „Die meisten deutschen Leitmedien haben in den ersten Monaten des Ukraine-Krieges überwiegend für die Lieferung schwerer Waffen plädiert und diplomatische Verhandlungen als deutlich weniger sinnvoll charakterisiert. Zugleich war die Berichterstattung keineswegs regierungsfreundlich. […] Nur beim Spiegel hielten sich positive und negative Einschätzungen zur Lieferung schwerer Waffen die Waage.“

## Ausgaben
- Richard David Precht, Harald Welzer: Die vierte Gewalt. Wie Mehrheitsmeinung gemacht wird, auch wenn sie keine ist. S. Fischer Verlag, Frankfurt am Main 2022, ISBN 978-3-10-397507-9.